# HARPS-N
HARPS-N (acrônimo para High Accuracy Radial velocity Planet Searcher for the Northern hemisphere) é um espectrógrafo de alta precisão de velocidade radial, instalado no Telescopio Nazionale Galileo, um telescópio de 3,58 metros pertencente a Itália que localizado no Observatório do Roque de los Muchachos, na ilha de La Palma, nas Ilhas Canárias, Espanha. O HARPS-N é a contrapartida para o hemisfério norte do instrumento HARPS semelhante instalado no telescópio de 3,6 metros do ESO no Observatório de La Silla, no Chile.